# Кламат
Кламат (на английски: Klamath) е северноамериканско индианско племе, което живее в южен Орегон, главно в басейна на река Кламат. Въпреки че не съществуват вече като племенна единица, техни потомци все още живеят в старата им родина. Родината им се намира на границите между 4 културни области – Платото, Северозападното крайбрежие, Калифорния и Големия басейн. По време на резервационния живот от 1864 г. до 1954 г. кламат силно се смесват с модоките и яхускин, които живеят в техния резерват.

## Култура
Преди резервационния период племето контролира около 20 милиона акра земя богата на води и гори пълни с риба и дивеч. Основни храни са рибата и семената на водната лилия, които се стриват на брашно. Допълват диетата си със събирането на диви плодове и корени и лов на елени, антилопи и птици. Излишната храна се консервира и съхранява за зимата. След заселването им в резервата животновъдството и дърводобива постепенно изместват традиционните дейности. Основно жилище е кръгла многофамилна дървена конструкция, вкопана в земята и покрита с рогозки от папур, треви и пръст. В един такъв дом живеят няколко роднински семейства. Бракът се формализира с размяната на подаръци между семействата на младоженците. Бракът между роднини е строго забранен. Богатите мъже могат да имат повече от една жена. Разводът е лесен. Мъртвите са кремирани.

### Социална организация
Основна социална единица е постоянното зимно село, в което живеят едни и същи семейства, повечето от които роднини. Липсват социални класи, но има разграничение между богатите и обикновените хора, и робите. Богатството се определя от броя на притежаваните коне, роби, мъниста, кожи и други неща. Селата обикновено се строят на някой поток или в защитено място. По-големите им села са разположени на езерото Кламат, в Кламат Марши по реките Уилямсън и Спрейдж.

### Политическа организация
Политическата организация е слаба. Географски племето е разделено на 5 или 6 автономни подразделения – Кламат Марш, река Уилямсън, река Спрейдж, Агенси Лейк, Пеликан Бей и Кламат Фолс. Тези подразделения изчезват след заселването им в резервата.
Всяко по-голямо село е ръководено от вожд. Някои от по-малките села нямат вождове. Вождът се издига благодарение на своя престиж, богатство или притежанието на голяма духовна сила. По време на война племето се обединява под ръководството на главен вожд. Воюват главно заради отмъщение, грабеж или да се сдобият с роби. Традиционни врагове са шаста, северните паюти, такелма, калапуя, ачомавите и ацугевите. В приятелски отношения са с модоките, молала и уаско – уишрам.

### Облекло
Дрехите им са изработени изцяло от кожи. Добре развито е кошничарството. Изработват също канута и рогозки от папур и блатна трева.

### Религиозни вярвания
Религиозните им вярвания са центрирани около индивидуалното взаимодействие на индивида с духовете – помощници. Всеки юноша трябва да потърси своето видение, за да намери своя дух – помощник. Ритуалът известен като Търсене на видение се провежда в продължение на 5 дни, които младежа прекарва на усамотено изолирано място в строг пост и молитва. Дъщерите на вождовете и на богатите хора също преминават през ритуал по време на първата си менструация като изпълняват определен танц и спазват някои ограничения. Останалите момичета също спазват ограничения, но не танцуват. Духовни лидери и водачи на церемониите са шаманите, които се ползват с голям авторитет и уважение, дори повече от вождовете.

## Име и език
Заедно с модоките, кламат говорят един език – Лутуами класифициран към Пенутийските езици на Платото. На собствения им език кламат се наричат „маклаки – хора (общност)“ или „еусикни – хора от езерото“. Значението на името кламат не е известно. Калапуя ги наричат Атламет, такелма – Дакцаамалае (Дакцаауанае), а западните шаста – Макафтсерк.

## Население
Оценките на населението им в края на 18 век варират от 400 до 1200 души. През 1848 г. са регистрирани около 1000 кламат. През 1958 г., малко след закриването на резервата им са регистрирани общо 2133 души, заедно с модоките и яхускин. След това силно се смесват с останалото население на региона и е трудно да се установи точният им брой, но има данни, че са около 2700 души.

## История
Кламат и модоките вярват, че в миналото са били един народ. Първата им среща с белите вероятно е през 1826 г., но най-вероятно е през 1829 г. Веднага след срещата племето е въвлечено в търговията. За разлика от много други индиански групи кламат не пострадва от епидемии и от войни със заселниците, които навлизат масово в земите им през 1850-те. През 1864 г. заедно с модоките подписват договор с правителството като отстъпват над 13 милиона акра земя в замяна на 1,1 милиона долара и резерват от 1 милион акра в Южен Орегон. По-късно в резервата се заселват и яхускин. През първата половина на 20 век обществото им претърпява дълбоки промени. През 1954 г. се съгласяват правителството да прекрати племенния им статут и да се закрие резервата. От началото на 1964 г. започват да водят редица съдебни дела за компенсации за отнетата им земя. В резултат на тези съдебни искове получават 20 милиона долара компенсации. Племето също така полага усилия да си възвърне федералното признаване, но без резултат.